# استرانسیوم-۸۹
استرانسیوم-۸۹ ایزوتوپ پرتوزای استرانسیوم است که با شکافت هسته‌ای تولید می‌شود و نیمه عمر آن ۵۰٫۵۷ روز است. این نوکلید دستخوش واپاشی بتا شده و به ایتریم-۸۹ تبدیل می‌شود. استرانسیوم-۸۹ در پزشکی کاربرد دارد.

## تاریخچه
این ایزوتوپ برای اولین بار توسط دانشمند بلژیکی چارلز پچر استفاده شد. پچر در ماه مه ۱۹۴۱ حق اختراع برای سنتز استرانسیم-۸۹ و ایتریوم-۸۶ با استفاده از سیکلوترون‌ها را ثبت کرد و استفاده از استرانسیم برای مصارف درمانی را توصیف نمود.